# Su böreği

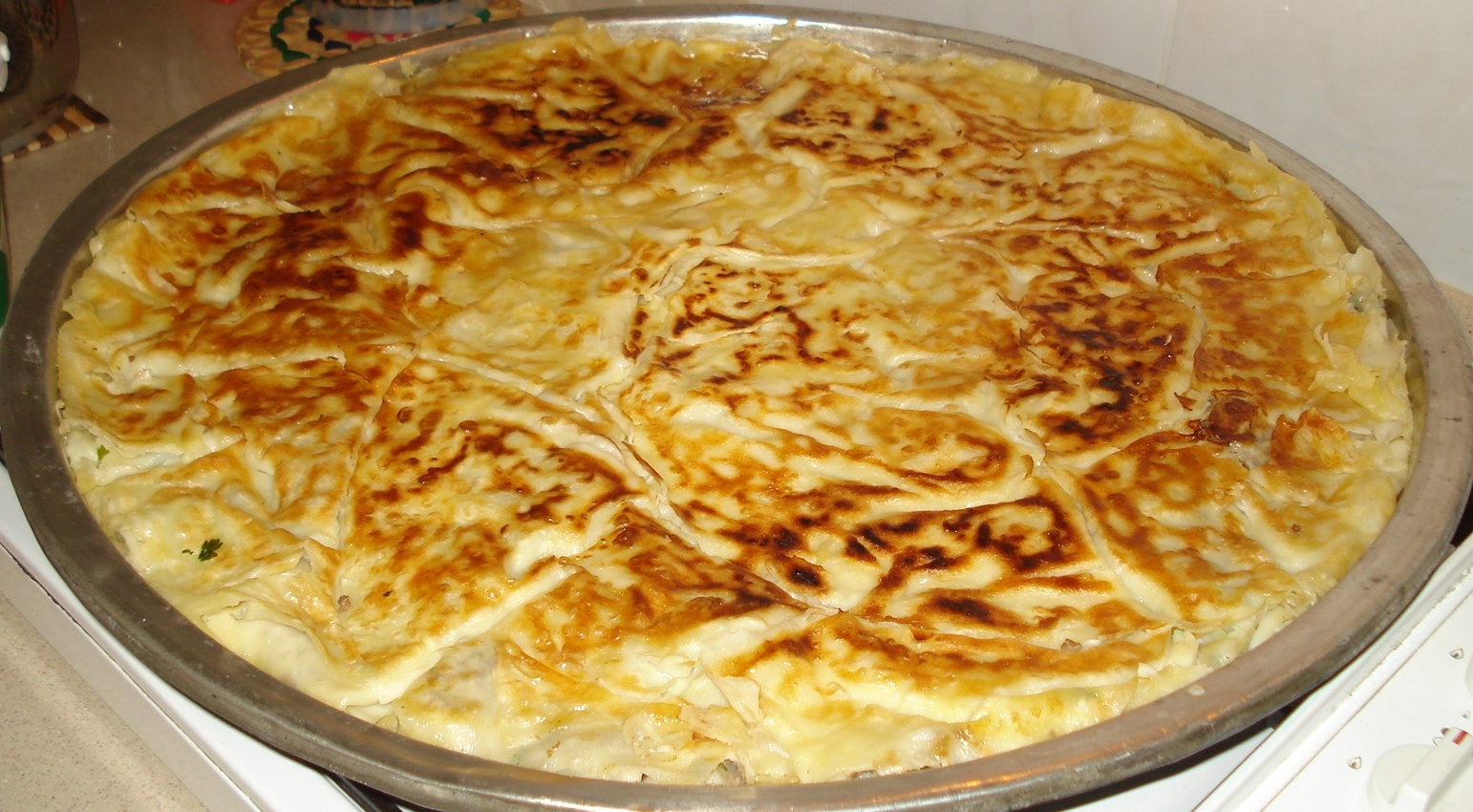
Su böreği

Su böreği ist ein türkisches Teiggericht (deutsch etwa „Wassergebäck“). Es besteht neben Nudel- oder Yufkateig aus Käse. Der Teig wird im Gegensatz zum Blätterteig-Börek gekocht und wird daher weich statt knusprig.
Das Rezept findet sich im Kochbuch Aşçıların Sığınağı von Mehmet Kamil 1844.